# Ponte Franjo Tuđman
Il Ponte Franjo Tuđman (in croato Most dr. Franja Tuđmana) è un ponte strallato situato in Croazia, che conduce alla strada statale D8 nella parte occidentale di Ragusa attraverso il seno di Ombla vicino al porto di Gravosa.
Il ponte, aperto nel 2002, è costato 38 milioni di dollari. La progettazione fu iniziata nel 1989 ma a causa della guerra d'indipendenza croata che ha imperversato nel paese negli anni '90, è stato realizzato solo negli anni 2000. Il ponte è stato riprogettato dal Dipartimento Strutture della Facoltà di Ingegneria Civile dell'Università di Zagabria e il progetto utilizzato è stato sviluppato da Zlatko Šavor.
La costruzione del ponte iniziò nell'ottobre 1998. I lavori di costruzione furono eseguiti dall'azienda Walter Bau AG e Konstruktor di  Spalato. La costruzione è stata completata nell'aprile 2002 e il ponte è stato aperto ufficialmente il 21 maggio 2002.